# Kripta

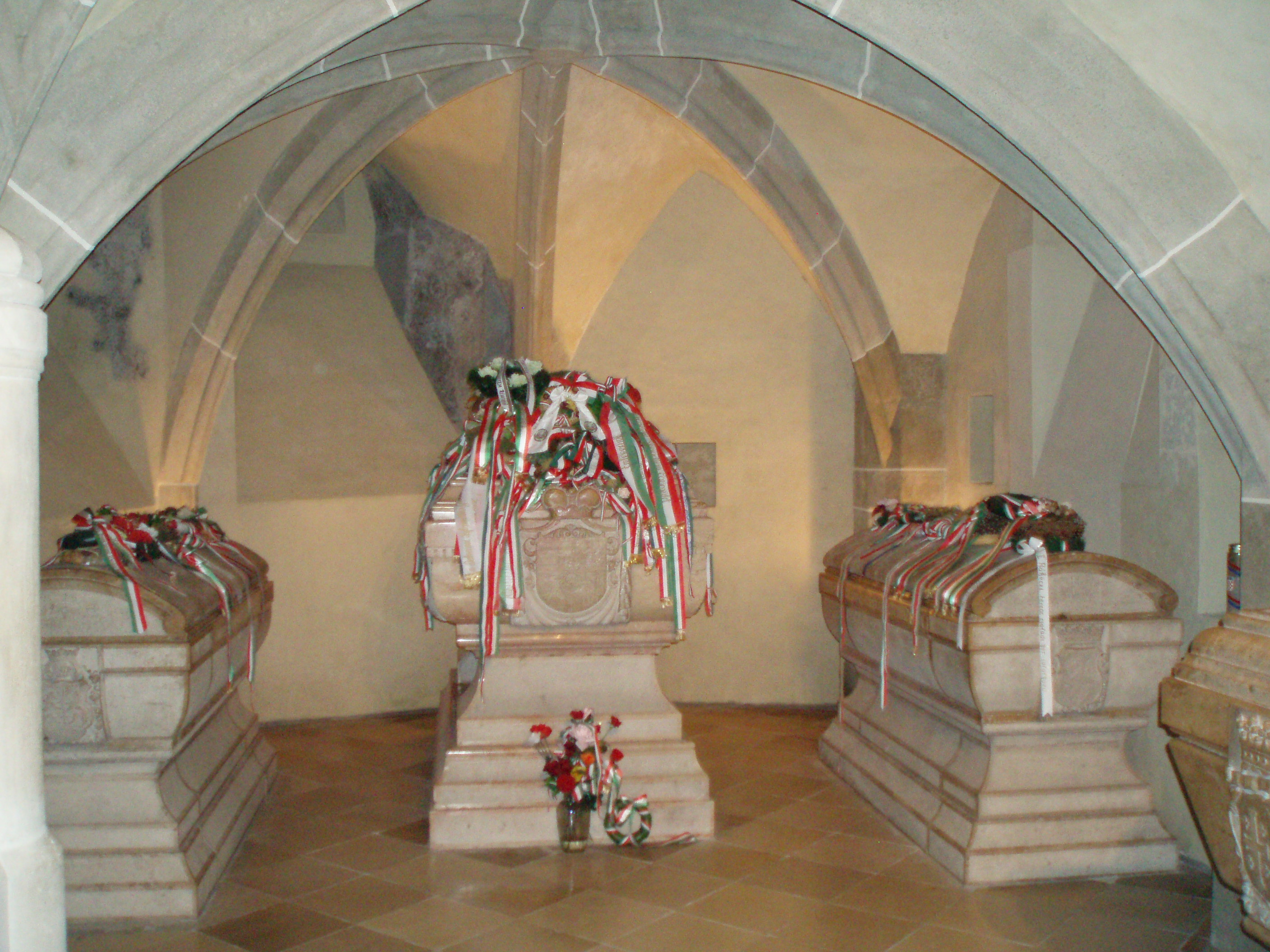
A Rákóczi-kripta a kassai Szent Erzsébet-dóm altemplomában

A kripta (más néven sírbolt) a temetkezőhelyek egyes fajtáinak összefoglaló neve. 
A kripta (sírbolt) legalább két koporsó elhelyezését biztosító, al- és felépítményből álló temetőhely, amelynek méretét e koporsók száma határozza meg. A temető tulajdonosának hozzájárulásával, építési engedéllyel építhető. A kripta helyét a temetőben annak tulajdonosa (üzemeltetője) jelöli ki. Ha az építtető a sírbolt helyét megváltotta, a tulajdonosnak a hozzájárulást meg kell adnia.

## A szó eredete
A kripta görög eredetű szó (κρύπτω = befed, elrejt).

## Története
Kezdetben föld alatti temetkezőhelyet jelentett. A középkorban legjellemzőbb típusa a templomok keleti felén, a szentély alatt épült altemplom volt, ahová nemcsak egyházi és világi méltóságokat temettek, de ott őrizték a fontosabb ereklyéket is.
Később így kezdték nevezni a temetőkben főleg családok, illetve világi személyek számára épített sírboltokat is.

## Galéria

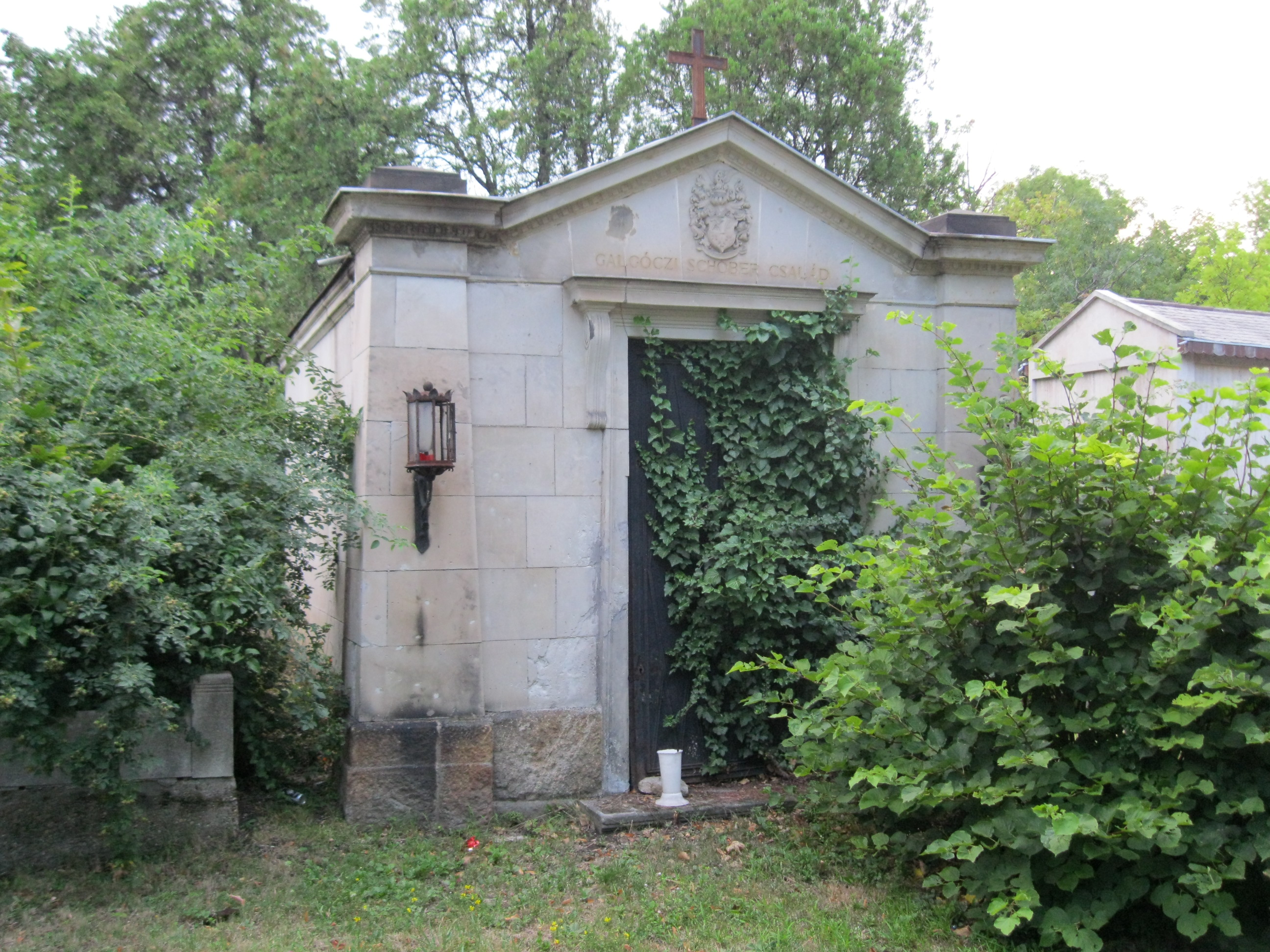
A Schober-sírbolt a Farkasréti temetőben
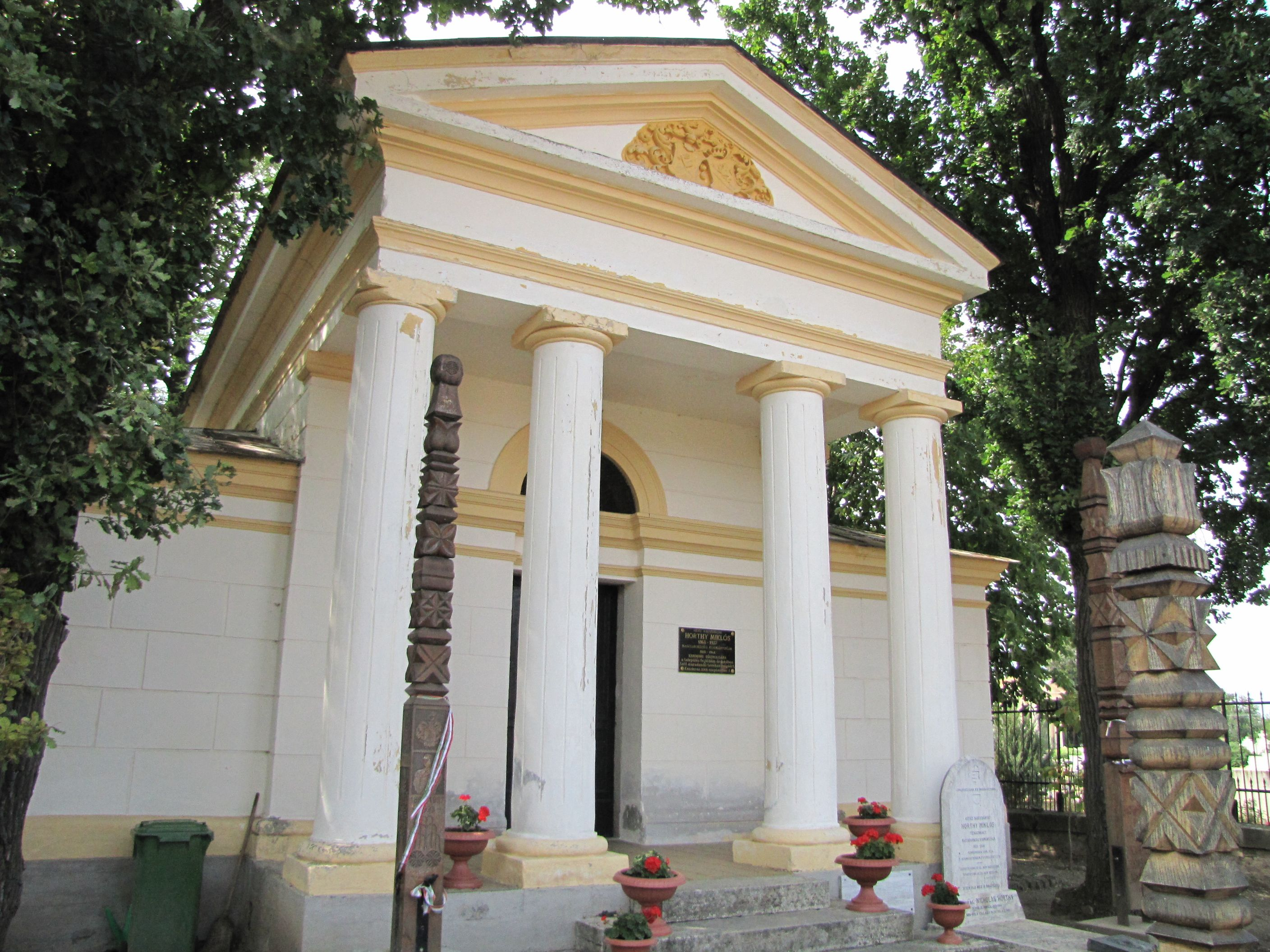
A Horthy-család sírboltja Kenderesen
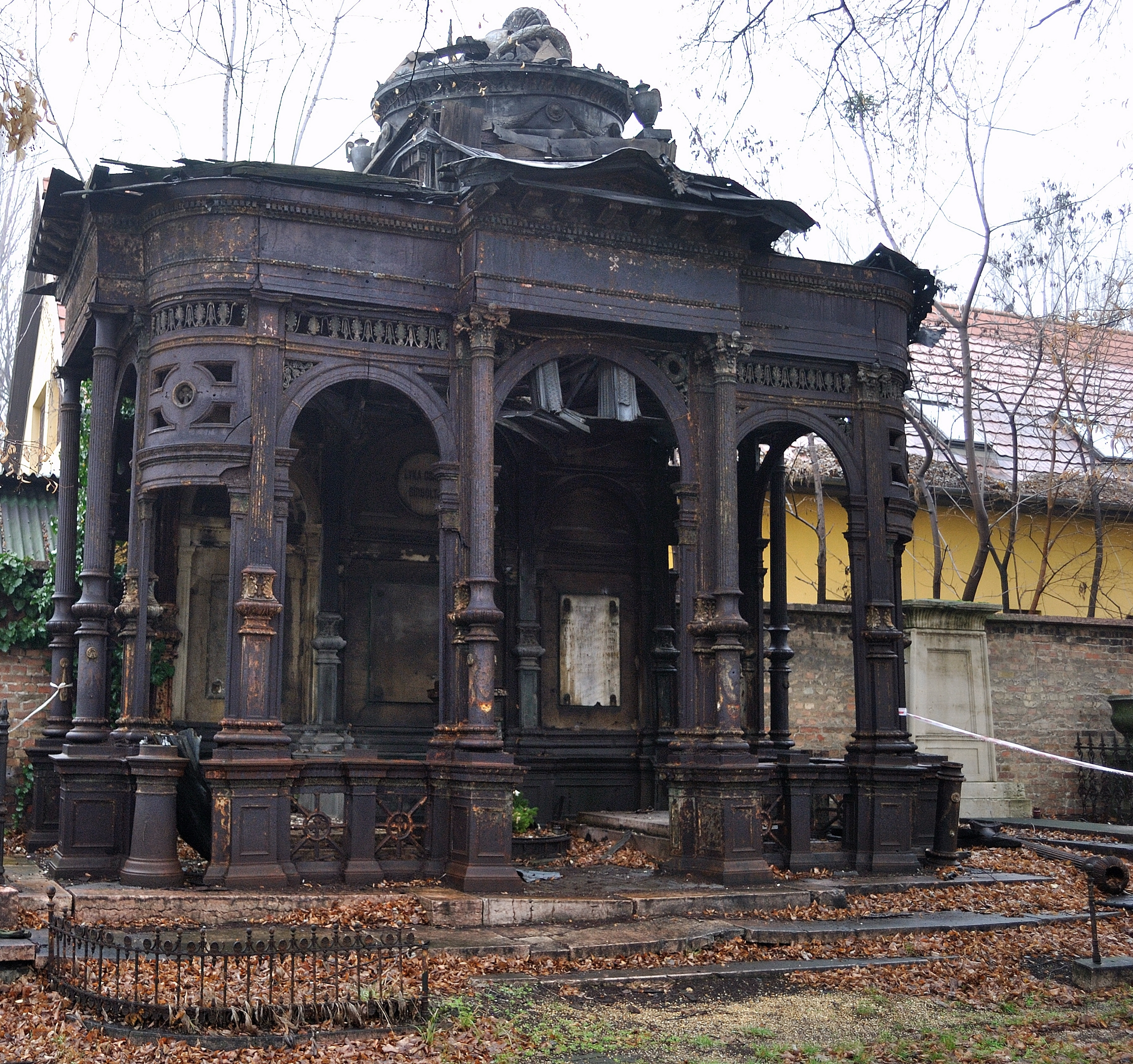
Lyka sírbolt a Kerepesi úti sírkertben
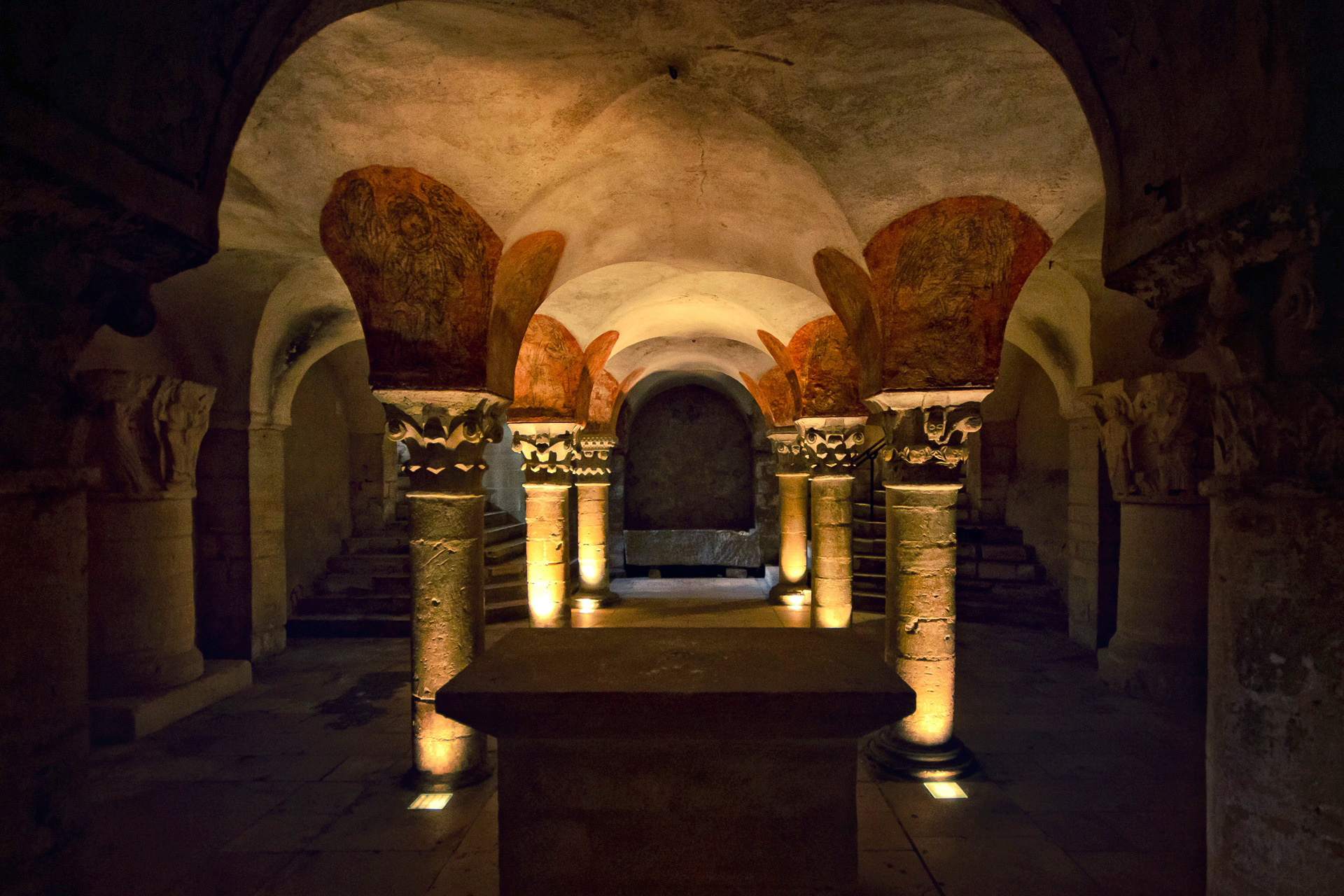
A bayeux-i Notre-Dame-székesegyház kriptája Franciaország (11. század)
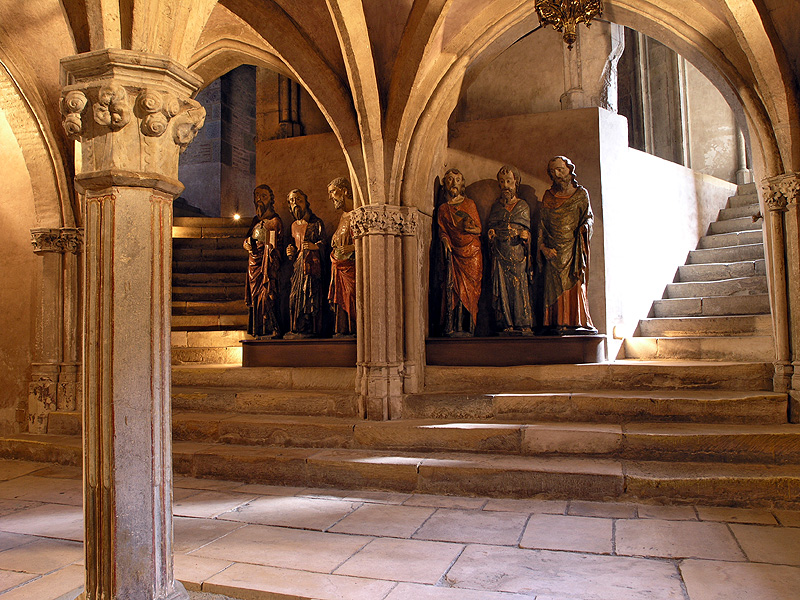
A toulouse-i Saint Sernin bazilika kriptája
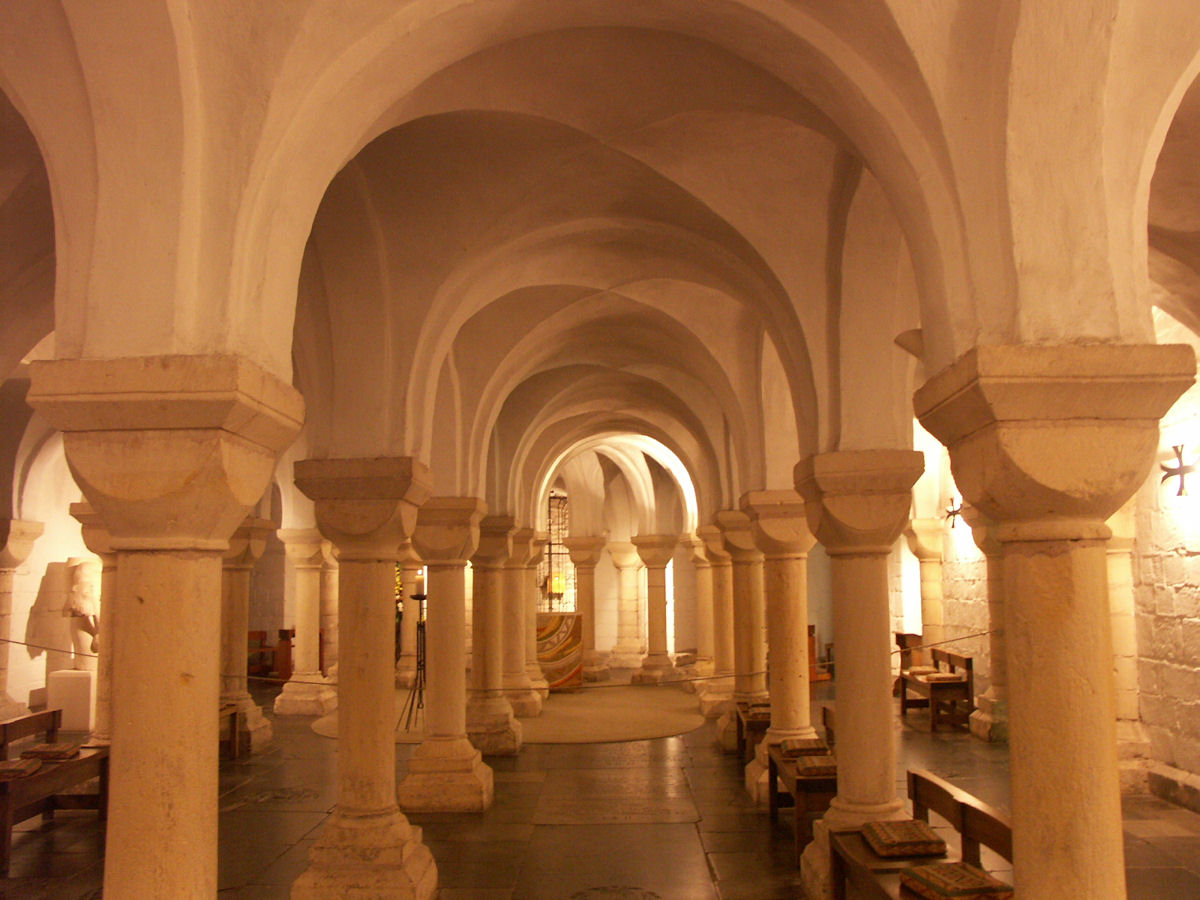
A worcesteri katedrális kriptája
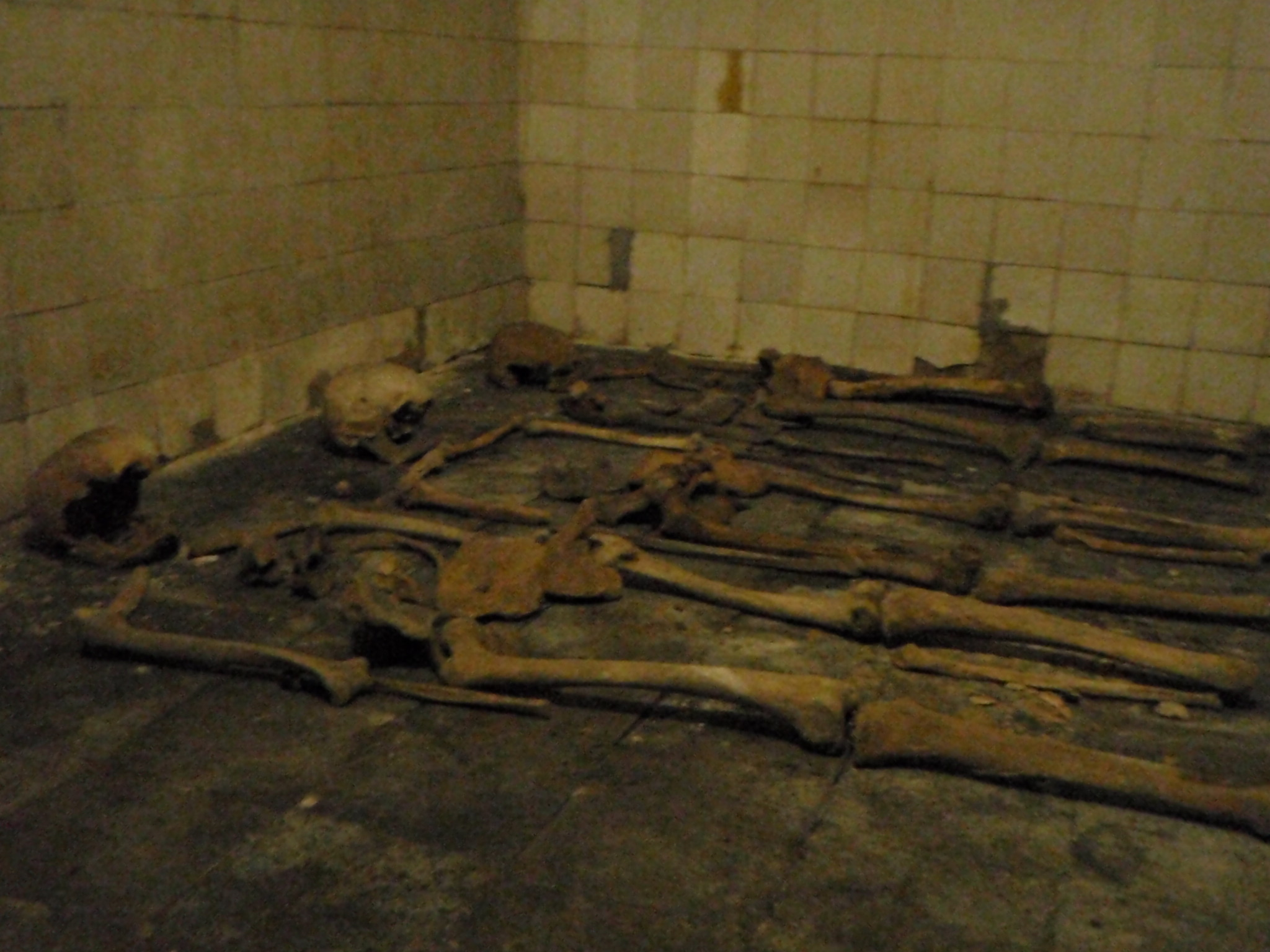
Az arnhemi Szent Eusebius templom kriptája
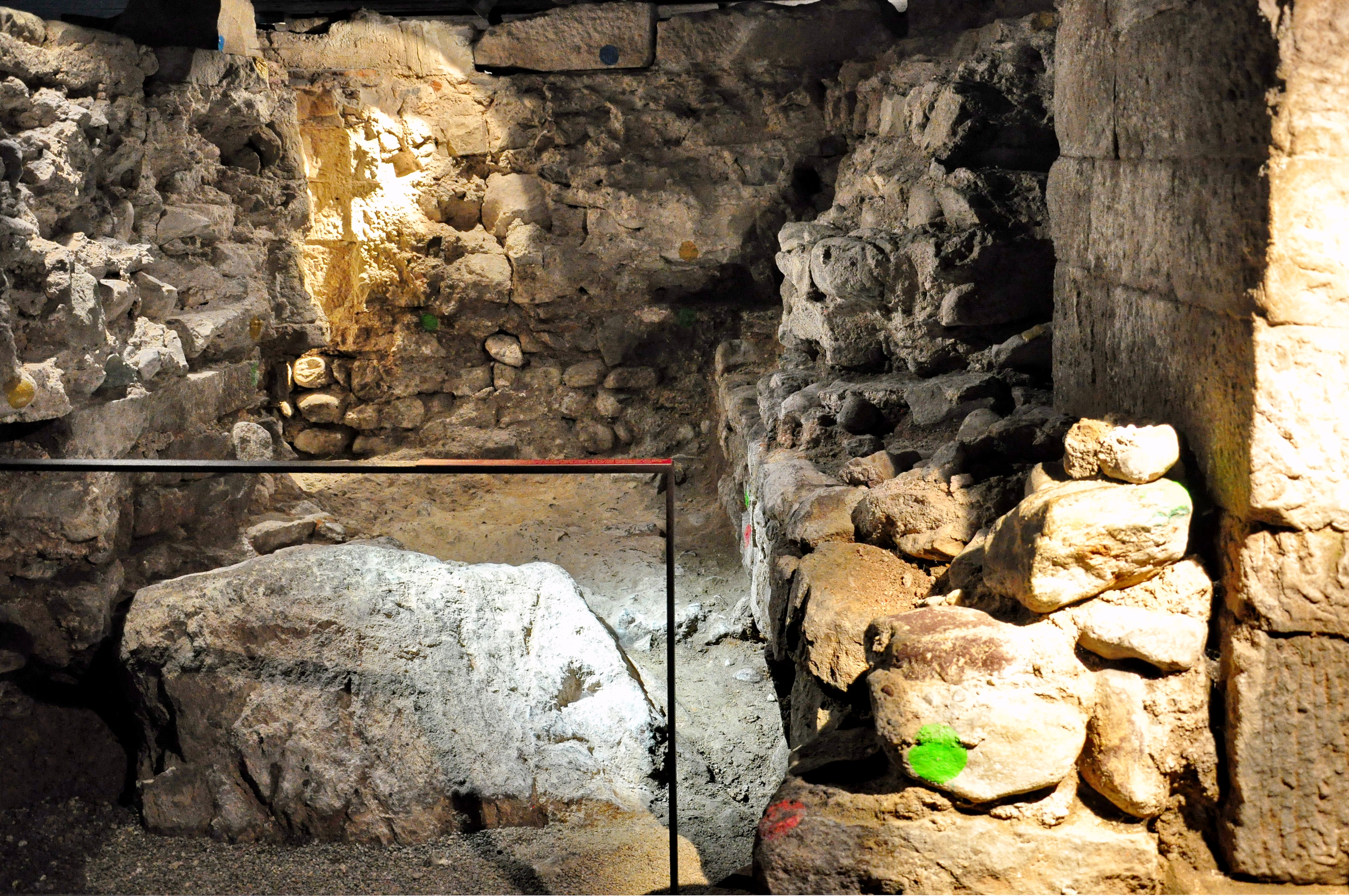
A mártírkő a zürichi Wasserkirchében
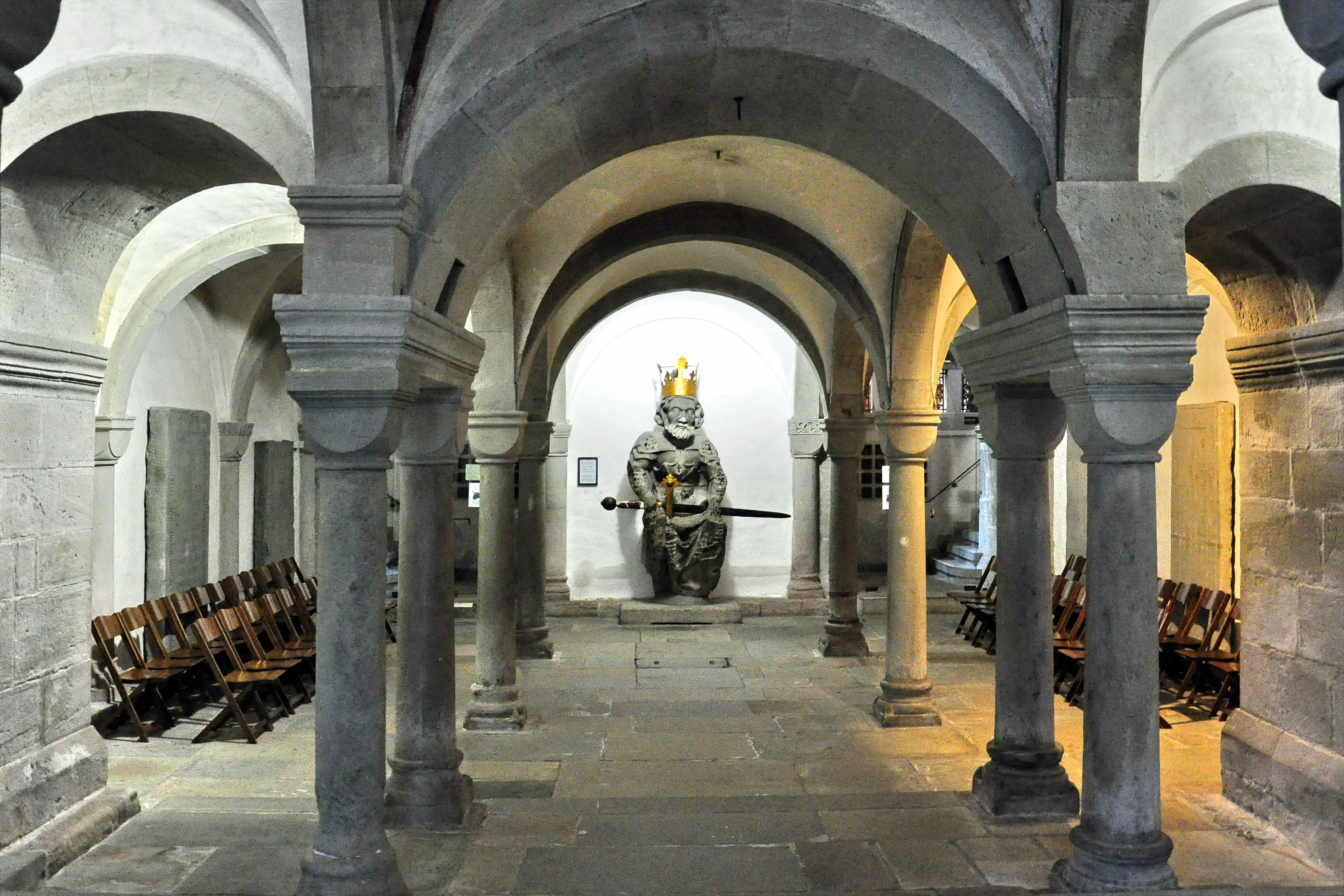
A zürichi Grossmünster kriptája Nagy Károly szobrával
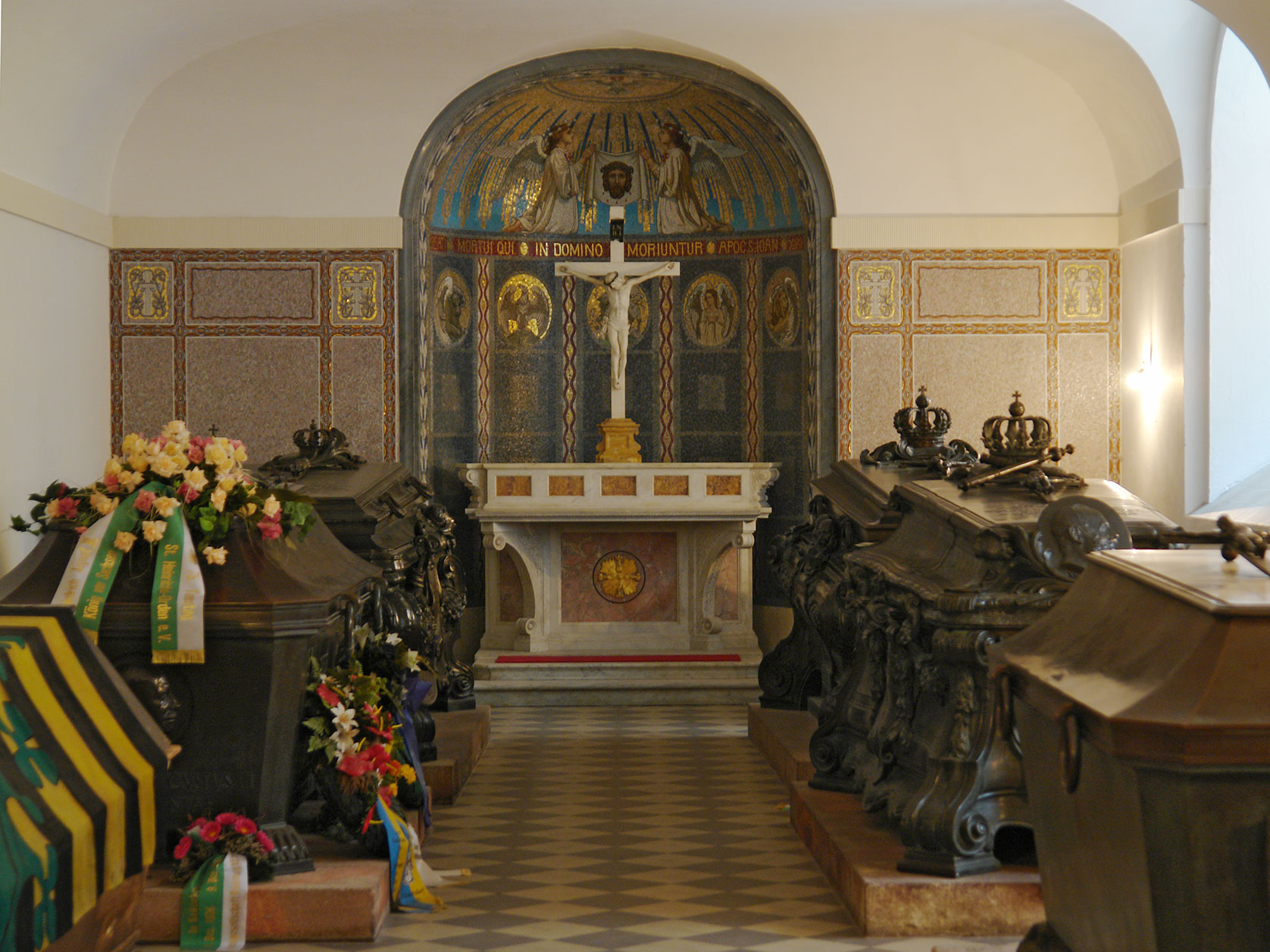
A Hofkirche kriptája a requiem-oltárral